# Annette Harnack
Annette Harnack (* 5. Dezember 1958 in Uelzen) ist eine ehemalige deutsche Hochspringerin.
1978 wurde sie bei den Leichtathletik-Halleneuropameisterschaften in Mailand Achte und bei den Leichtathletik-Europameisterschaften in Prag Neunte.
1978 und 1979 wurde sie Dritte bei den Deutschen Meisterschaften und 1978 Deutsche Vizemeisterin in der Halle.
Ihre persönliche Bestleistung von 1,90 m stellte sie am 9. September 1979 in Mexiko-Stadt auf und belegte damit den vierten Platz bei der Universiade 1979.
Annette Harnack startete bis 1978 für den TV Sontra, danach für den TuS 04 Leverkusen.